# Calibrachoa spathulata
Calibrachoa spathulata är en potatisväxtart som först beskrevs av Lyman Bradford Smith och Downs, och fick sitt nu gällande namn av J. R. Stehmann och Semir. Calibrachoa spathulata ingår i släktet Calibrachoa och familjen potatisväxter. Inga underarter finns listade i Catalogue of Life.